# Celní kriminální úřad

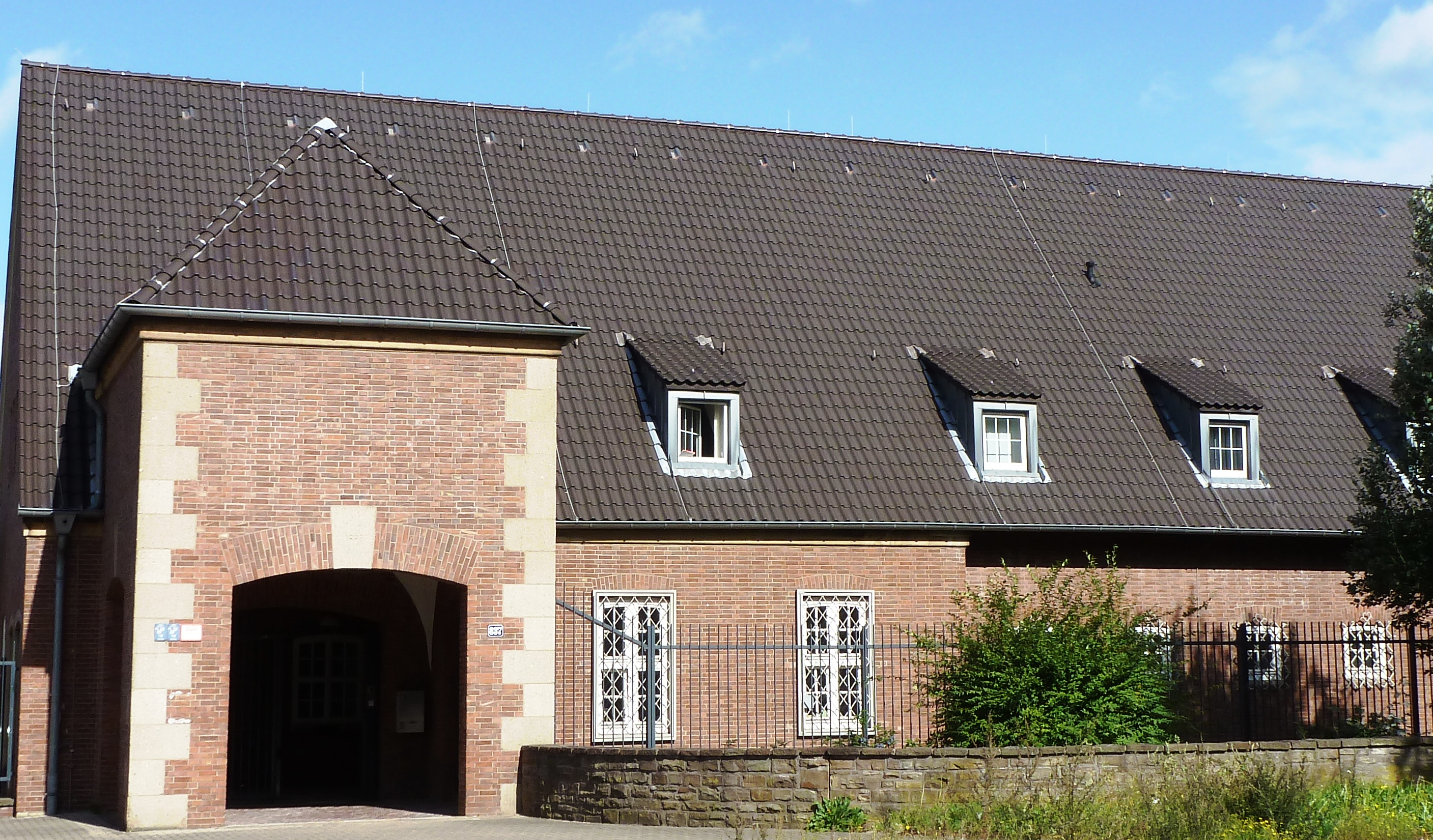
Jedna z budov areálu Celního kriminálního úřadu v Kolíně nad Rýnem - městské části Dellbrück

Celní kriminální úřad (ZKA, německy Zollkriminalamt') je centrálou německé vyšetřovací služby, jejímž hlavním úkolem je stíhání a prevence středního, těžkého a organizovaného zločinu. Úřad koordinuje a řídí vyšetřování prováděné osmi podřízenými celními pátracími úřady a jejich 24 pobočkami. V případech zvláštního významu může Celní kriminální úřad provádět vyšetřování sám.
Součástí Celního kriminálního úřadu je také Centrála pro prověřování finančních transakcí (Financial Intelligence Unit - FIU).
Celní kriminální úřad je jako Ředitelství VIII součástí Generálního ředitelství cel, vyššího spolkového úřadu v působnosti Spolkového ministerstva financí.
Své hlavní sídlo má Celní kriminální úřad v Kolíně nad Rýnem v Severním Porýní-Vestfálsku. Mimo to sídlí také v Berlíně, Weidenu v Horní Falci, Frankfurtu nad Odrou, Wiesbadenu, Bonnu, Münsteru a Linnichu.
Předchůdcem Celního kriminálního úřadu byl Celní kriminální institut (Zollkriminalinstitut) založený v roce 1952.

## Zákonný mandát
Právním základem pro celní pátrací službu a tím také pro Celní kriminální úřad, je zákon o celní pátrací službě (Zollfahndungsdienstgesetz - ZFdG). Zákon upravuje oprávnění a kompetence pro provádění celní pátrací služby a v rámci těchto kompetencí umožňuje mimo jiné také přístup k informacím z telekomunikačního a poštovního provozu, a to za účelem včasného zjištění poznatků závažného protiprávního jednání. Příslušníci Celního kriminálního úřadu jsou v postavení vyšetřovatelů státního zastupitelství, ale nejsou policisty podle služebního zákona (Bundesbeamtengesetz - BBG).
Další oprávnění Celního kriminálního úřadu pak vyplývají z právních předpisů upravujících výkon jednotlivých kompetencí (např. zákon o vnějších hospodářských vztazích (Außenwirtschaftsgesetz - AWG), zákon o Celní správě (Zollverwaltungsgesetz - ZollVG) nebo Celní kodex Evropské unie).
Celé Generální ředitelství cel je podle §1 zákona o Finanční správě (Finanzverwaltungsgesetz - FVG) spolkovým finančním úřadem v postavení vyššího spolkového úřadu.

## Organizace a úkoly

### Oddělení A – Mezinárodní spolupráce, řízení rizik a centrálního odborného řízení
- Mezinárodní koordinace a grémia
  - Mezinárodní úřední a právní pomoc
  - Spolupráce s Evropskou komisí (např. s OLAF)
  - Kontaktní místo pro aktuálně 15 styčných celních úředníků v zahraničí
- Společná centra (např. Společné centrum obrany proti terorismu (GTAZ))
- Koordinace spolupráce s ostatními úřady
  - Spolkovou policií (Bundespolizei), Spolkovým kriminálním úřadem (BKA), zemskými policiemi, zemskými kriminálními úřady a také se zpravodajskými službami
  - daňovými a hospodářskými úřady
  - justičními orgány
- IT-forenzika
- Kancelář celní pátrací služby
  - Sběr, vyhodnocování a předávání informací pro celní pátrací službu nebo jiné složky celní správy
- Strategie řízení rizik a operativní analýza, shromažďování a správa informací

### Oddělení B – Dohledu nad zahraničním obchodem a celní kriminality
- Všeobecné odborné úkoly a právní otázky
- Koordinace kontroly vývozu
  - Boj proti šíření zbraní hromadného ničení
  - Dohled nad dodržováním embarg
  - Vývoz zbrojního materiálu
- Boj proti organizovanému zločinu v celní oblasti
  - Neplacení a krácení spotřebních daní a dovozních poplatků (např. pašování cigaret )
  - Dovoz omamných a psychotropních látek a prekurzorů
    - Koordinace šestnácti společných finančních vyšetřovacích skupin (Gemeinsamen Finanzermittlungsgruppen - GFG)
    - Koordinace osmadvaceti společných protidrogových vyšetřovacích skupin celního pátrání a policie (Gemeinsamen Ermittlungsgruppen Rauschgift - GER)
    - Společné místo ZKA a BKA pro dohled nad prekurzory a chemickými látkami vhodnými pro výrobu syntetických drog (Grundstoffüberwachungsstelle – GÜS).

  - Zákazy a omezení (ochrana duševního vlastnictví, ochrana ohrožených druhů, …)
- Boj proti terorismu
- Odborná IT-strategie a koordinace

### Oddělení C – Podpory pátrání (podpory celní pátrací služby)
- Koordinace speciálních jednotek Celní správy SRN
  - Centrální celní skupina podpory (Zentrale Unterstützungsgruppe Zoll - ZUZ)
  - Celní jednotky pro sledování (Observationseinheiten Zoll - OEZ)
- Vyšetřovací a taktická podpora při zásahu
- Sledování telekomunikačního provozu
- Operační centrum celní správy
- Informační technika
  - Základní systémové služby
  - Centrální IT úkoly (včetně provozní bezpečnosti IT)
  - Vývoj software
  - Provoz systému

### Oddělení D - Centrála pro prověřování finančních transakcí (Financial Intelligence Unit - FIU)
Národní centrála pro příjem, sběr a vyhodnocování hlášení o neobvyklých a podezřelých finančních transakcích v rámci boje proti
- praní špinavých peněz a
- financování terorismu.

FIU je organizačně samostatná a pracuje v rámci svých odborných úkolů a oprávnění nezávisle (§ 27 odst. 2 zákona proti praní špinavých peněz (Geldwäschegesetz - GwG)). FIU byla samostatně fungujícím úřadem uvnitř Celního kriminálního úřadu. FIU nebyla sama o sobě činná v oblasti trestního stíhání. Dne 1.5.2021 byla jednotka vyčleněna v rámci Generálního ředitelství cel do samostatného Ředitelství X - Centrála pro prověřování finančních transakcí (Financial Intelligence Unit - FIU).Zoll Archivováno 22. 5. 2021 na Wayback Machine.

### Regionální kontaktní kancelář Světové celní organizace pro západní Evropu
Mezinárodní název: Regional Intelligence Liaison Office for Western Europe (RILO-WE)
- vyhodnocování a analýza záchytů uskutečněných celními správami
- plánování a koordinace regionálních a mezinárodních celních operací
- styčný bod s mezinárodními organizacemi

Vzdělávání celních úředníků pro celní pátrání a jejich další školení probíhá z největší části u samotného Celního kriminálního úřadu.

## Vedení ZKA
Prezident celního kriminálního úřadu je zařazen do platové třídy B6 a viceprezident do platové třídy B3.
Od svého založení v roce 1992 měl celní kriminální úřad čtyři prezidenty a tři viceprezidenty.

### Prezidenti ZKA
1. Karl-Heinz Matthias (červenec 1992 - duben 2010)
2. Paul Wamers (říjen 2010 - prosinec 2011)
3. Norbert Drude (leden 2012 - červenec 2018)
4. Rainer Mellwig (leden 2019 - duben 2023)
5. Tino Igelmann (od dubna 2023)

### Viceprezidenti ZKA
1. Paul Wamers (červenec 1992 - říjen 2008)
2. Margrit Neumann (říjen 2008 - listopad 2012)
3. Werner Turek (od listopadu 2012)